# Loch Breachacha
Loch Breachacha är en vik i Storbritannien.   Den ligger i kommunen Argyll and Bute och riksdelen Skottland, i den nordvästra delen av landet, 700 km nordväst om huvudstaden London. Loch Breachacha ligger på ön Coll.